# 河内潤一
河内 潤一（かわうち じゅんいち、1951年2月9日 - ）は、BSN新潟放送の元アナウンサー。
新潟県岩船郡関川村出身。1974年新潟放送入社。

## 略歴
- 1974年、新潟放送入社
- 2006年6月、編成局付部長
- 2006年7月、編成局付、番組審議会事務局考査・広報担当部長
- 2007年4月、編成局次長、番組審議会事務局考査・広報担当部長（兼務）
- 2008年4月、編成局次長、同局CM部長

## 出演番組

### テレビ
- 民謡チャンピオン[2]

### ラジオ
- ミュージックロータリー[2]